# Mauritshuis
Mauritshuis er et kunstmuseum i Haag i Holland, som huser det kongelige billedgalleri. Grev Johan Moritz af Nassau-Siegen (1604–1679) residerede der. I dag er der en anseelig malerisamling, specielt med flamske og nederlandske malermestre fra det 17. århundrede. Samlingens højdepunkt er Pige med perleørering af den nederlandske maler Johannes Vermeer.
I 2016 havde museet 410.000 besøgende, hvilket gør det til et af landets mest besøgte museer.

## Bygning
Mauritshuis blev opført af Johan Moritz i 1636-1641, mens han var guvernør i den nederlandske koloni i Brasilien. Bygningen er i hollandsk klassicistisk stil. Den blev tegnet af en af tidens mest værdsatte arkitekter, den hollandske Jacob van Campen, og hans assistent Pieter Post. Den toetagers bygning er strengt symmetrisk med fire lejligheder samlet om en central sal. Hver lejlighed var opbygget efter samme plan. Oprindeligt havde bygningen en kuppel. Den gik tabt ved en brand i 1704. I 1820 købte den hollandske stat Mauritshuis som sæde for det kongelige billedgalleri. Museet blev åbnet for offentligheden i 1822.

## Samling
Samlingen er opbygget omkring statholder Vilhelm af Orange kunstsamling, som blev overdraget til den hollandske stat af hans søn kong Vilhelm. Samlingen bestod af omkring 200 malerier. Den nuværende samling består af hen ved 800 malerier. Fokusområdet er flamske og nederlandske malere fra den nederlandske guldalder, heriblandt værker af Pieter Brueghel, Paulus Potter, Peter Paul Rubens, Rembrandt van Rijn, Jacob van Ruisdael, Johannes Vermeer, og Rogier van der Weyden. Og værker af den tyske Hans Holbein.

## Værker i udvalg
- Johannes Vermeer
Pige med perleørering (c.1665)
- Rembrandt
Nicolaes Tulps anatomiundervisning (c.1632)
- Paulus Potter
Tyren (c.1647)
- Frans Hals
Grinende dreng (c.1625)
- Ambrosius Bosschaert
Blomstervase i vindue (c.1620)
- Jan Gossaert
Jomfru Maria og barn (c.1520-30)
- Rembrandt
Andromeda (c.1631)
- Johannes Vermeer
Udsigt over Delft (1660-1)